# Visjön (Åre socken, Jämtland)
Visjön är en sjö i Åre kommun i Jämtland och ingår i Indalsälvens huvudavrinningsområde. Sjön har en area på 2,51 kvadratkilometer och ligger 588,1 meter över havet. Sjön avvattnas av vattendraget Visjöån.

## Delavrinningsområde
Visjön ingår i det delavrinningsområde (702960-132004) som SMHI kallar för Utloppet av Visjön. Medelhöjden är 626 meter över havet och ytan är 10,05 kvadratkilometer. Räknas de 16 avrinningsområdena uppströms in blir den ackumulerade arean 182,97 kvadratkilometer. Visjöån som avvattnar avrinningsområdet har biflödesordning 3, vilket innebär att vattnet flödar genom totalt 3 vattendrag innan det når havet efter 389 kilometer. Avrinningsområdet består mestadels av skog (27 procent) och sankmarker (47 procent). Avrinningsområdet har 2,52 kvadratkilometer vattenytor vilket ger det en sjöprocent på 25 procent.